# Smålands runinskrifter 154
Smålands runinskrifter 154 är en vikingatida runsten i Högsby kyrka, Högsby socken och Högsby kommun. Runstenen är 2,05 meter hög, 25 centimeter bred och 15 centimeter tjock. Runhöjden är 12 centimeter. Runorna är ristade på två av stenens sidor. Stenen har tidigare varit inmurad på två olika platser i kyrkomuren. Den togs emellertid fram i samband med en kyrkorestaurering 1965 och står sedan dess till höger om kyrkans ingång.

## Inskriften
Translitterering av runraden:
(s)igtrykʀ × let × setia × stein × þena × ef(t)iʀ × haltan × faþur × sin × kuþ × hia(l)... -nt × hans ×
Normalisering till runsvenska:
Sigtryggʀ let sætia stæin þenna æftiʀ Halfdan, faður sinn. Guð hial[pi a]nd hans.
Översättning till nusvenska:
Sigtrygg lät sätta denna sten efter Halvdan, sin fader. Gud hjälpe hans ande.